# Djukbinj-Nationalpark
Der Djukbinj-Nationalpark ist ein 131 km² großer Park im Norden des Northern Territory, Australien.

## Lage
Der Park liegt 59 km östlich von Darwin. Er besteht aus zwei Teilen, dem Cape-Hotham-Sektor im Norden an der Küste, und dem Marrakai-Sektor entlang des Arnhem Highway, die durch einen etwa 25 km breiten Streifen Weideland getrennt sind. Durch beide Teile fließt der Adelaide River. Der nördliche Sektor ist nur mit dem Boot erreichbar.

## Park
Als Teil der ausgedehnten „Wetlands“, den Sumpf- und Regenwaldgebieten des australischen Top End, beheimatet der Nationalpark eine Vielzahl von Wasservögeln, darunter Spaltfußgänse, Reiher und Brolgakraniche. An gefährdeten Tierarten kommen u. a. der Zwergbeutelmarder, der Flusshai Glyphis garricki, Mertens-Wasserwaran und der Arguswaran sowie an gefährdeten Pflanzenarten der Palmfarn Cycas armstrongii vor.
Die Verwaltung unterliegt der Parks and Wildlife Commission of the Northern Territory zusammen mit den ansässigen Aborigines des Stammes der Limilngan-Wulna, den traditionellen Eigentümern, aus deren Sprache auch der Name des Nationalparks entnommen wurde